# Florencia Fossatti
Florencia Fossatti (Mendoza, 1888-Mendoza, 2 de diciembre de 1978) fue una maestra, pedagoga y gremialista argentina que encabezó la renovación pedagógica junto con María E. Champeau y Néstor Lemos. Sus aportes buscaban desarrollar una escuela laica, democrática y autogestiva.

## Trayectoria
Florencia Fossatti hizo sus estudios primarios y secundarios en Mendoza y los continuó en la Universidad Nacional de La Plata donde se graduó como profesora de pedagogía y ciencias afines. En 1912 volvió a su tierra natal donde comenzó a trabajar como directora interina en la escuela José F. Moreno y al año siguiente fue nombrada subinspectora de Escuelas. Posteriormente pasó a desempeñarse como inspectora de Bibliotecas Populares y de Escuelas. Durante el gobierno de José Néstor Lencinas, Florencia Fossatti fue una de las líderes de la huelga del magisterio de 1919 como parte del Frente de Maestros Unidos. La huelga del magisterio, que comenzó con el reclamo por sus sueldos y continuó en contra de las medidas autoritarias del gobierno local, tuvo un gran impacto en Mendoza ya que más allá de su duración, incorporó a los docentes a la lucha gremial.
Derrotada la huelga docente, el gobierno impuso fuertes sanciones: cesantías a los maestros, clausura de locales obreros y persecuciones y deportaciones a dirigentes gremiales. Entre los maestros cesanteados se encontraba Florencia Fossatti quien fue destituida de su puesto acusada de «sublevación del magisterio» y «anarquía del personal».
En septiembre de 1928 el Movimiento de la Escuela Nueva, en el cual participaba Fossatti, inauguró el Centro de Estudios Pedagógicos Nueva Era.  Dicho centro de estudios propuso metodologías innovadoras que propiciaban la autonomía infantil como por ejemplo el autogobierno infantil -dentro y fuera de las aulas- a partir de centros de estudiantes, y de tribunales y cooperativas de los niños. La experiencia del Centro de Estudios Nueva Era tuvo su fin debido a la fuerte represión conservadora luego del golpe de Estado de 1930.
Entre 1936 y 1958 Fossatti fue expulsada del magisterio público. En 1938 se afilió al Partido Comunista argentino, aunque su vinculación era anterior. En 1945, Florencia solicitó a la Dirección General de Escuelas su reincorporación al magisterio, y su pedido fue rechazado. Recién en 1958 las autoridades educativas dieron lugar a su solicitud de reincorporación.
Falleció el 2 de diciembre de 1978 en la ciudad de Mendoza. Se encuentra sepultada en el Parque de Descanso de Guaymallén.

## Publicaciones
Fossatti colaboró activamente en publicaciones académicas y gremiales como Idea (1919), La linterna (1927-1928), Ensayos (1929), Orientación (1931-1935), Magisterio (1935-1941). En 1956 publicó la novela Despertar en Cuyo y en 1959, Alegato pedagógico.